# Caelbad
Caelbad lub Cóelub – legendarny król Ulaidu z dynastii Dál nAraidi w latach 343-358 oraz na wpół legendarny zwierzchni król Irlandii w latach 357-358. Syn Cruind Badrui (Crond ba Druí), króla Dál nAraidi, prawnuka Rossy mac Imchada, króla Ulaidu i zwierzchniego króla Irlandii. 
Informacje o jego rządach w Ulaidzie z Emain Macha czerpiemy ze źródeł średniowiecznych. W „Rawlinson B 502”, manuskrypcie z XII w., zanotowano na jego temat: "Coelbad m[a]c Cruīn[n] .xu. b[liadna]" (faksym. 157), zaś „Laud 610” (XV w.) "Coelbad m[a]c Cruínd .xu. blī[adna]" (fol. 107 b 25). Zastosowano tam w tekście abrewiację oraz zapisano małymi literami rzymską cyfrę XV, oznaczającą piętnaście lat rządów. Według średniowiecznej irlandzkiej legendy i historycznej tradycji objął tron po dwunastu latach bezkrólewia. W 331 r. doszło do podboju Ulaidu i zniszczenia stolicy Emain Macha, zaś w bitwie zginął poprzednik i bratanek, Fergus IV Foga.
Caelbad objął zwierzchni tron w wyniku pokonania i zabicia swego poprzednika, Muiredacha II Tirecha, w Portrigh („Fort Królów”; prawdopodobnie antyczna nazwa Bernburbu) nad rzeką Dabhall (antyczna nazwa rzeki Abhainn-mhor lub „Czarna Woda” na terenie hrabstw Tyrone i Armagh). Cieszył się władzą tylko przez rok, bowiem został zabity przez swego następcę, Eochaida Muigmedoina, mściciela śmierci ojca. Caelbad miał żonę Céindi, która urodziła mu syna Condlę, ojca Eochaida V mac Condlai (zm. 553 r.). Miał także dwóch innych synów: następcę Sarana i Fiachrę I Lonna, przyszłych królów. 

## Chronologia
Uczeni uważają chronologię wczesnej irlandzkiej historycznej tradycji za sztucznie urobioną. Datują upadek stolicy Emain Macha na 450 r. Uważają, że „Trzej Collasowie” to Conall, Enda i Eógan, trzech synowie arcykróla Nialla I Noígiallacha, którzy także dokonali podboju Ulaidu w V w. Według danych genealogicznych Caelbad nie mógł tak wcześniej panować nad Irlandią, bowiem jego wnuk Eochaid V zmarł w 553 r. Na tej podstawie trzeba przesunąć czas rządów Caelbada na pierwszą połowę V w.